# Episodi di Psych (quarta stagione)
La quarta stagione della serie televisiva Psych è stata trasmessa in prima visione negli Stati Uniti d'America da USA Network dal 7 agosto 2009 al 10 marzo 2010.
In Italia la stagione è stata trasmessa in prima visione dal canale a pagamento Steel dal 20 marzo all'8 maggio 2010, mentre in chiaro è stata trasmessa da Rete 4 dal 17 luglio al 4 settembre 2010.
| nº | Titolo originale                                        | Titolo italiano                | Prima TV USA      | Prima TV Italia |
| -- | ------------------------------------------------------- | ------------------------------ | ----------------- | --------------- |
| 1  | Extradition: British Columbia                           | Il furto della corona          | 7 agosto 2009     | 20 marzo 2010   |
| 2  | He Dead                                                 | Incidente aereo                | 14 agosto 2009    | 20 marzo 2010   |
| 3  | High Noon-ish                                           | Omicidio nel lontano west      | 21 agosto 2009    | 27 marzo 2010   |
| 4  | The Devil is in the Details... and the Upstairs Bedroom | Possessione indotta            | 28 agosto 2009    | 27 marzo 2010   |
| 5  | Shawn Gets the Yips                                     | Blocco mentale                 | 11 settembre 2009 | 3 aprile 2010   |
| 6  | Bollywood Homicide                                      | Omicidio a Bollywood           | 18 settembre 2009 | 3 aprile 2010   |
| 7  | High Top Fade Out                                       | Addio gioventù                 | 25 settembre 2009 | 10 aprile 2010  |
| 8  | Let's Get Hairy                                         | Il lupo mannaro                | 9 ottobre 2009    | 10 aprile 2010  |
| 9  | Shawn Takes a Shot in the Dark                          | Uno sparo nel buio             | 16 ottobre 2009   | 17 aprile 2010  |
| 10 | You Can't Handle This Episode                           | La piastrina di riconoscimento | 27 gennaio 2010   | 17 aprile 2010  |
| 11 | Thrill Seekers and Hell Raisers                         | Che fine ha fatto Stu?         | 3 febbraio 2010   | 24 aprile 2010  |
| 12 | A Very Juliet Episode                                   | Programma di protezione        | 10 febbraio 2010  | 24 aprile 2010  |
| 13 | Death Is in the Air                                     | Pericolo epidemia              | 17 febbraio 2010  | 1º maggio 2010  |
| 14 | Think Tank                                              | La commissione di esperti      | 24 febbraio 2010  | 1º maggio 2010  |
| 15 | The Head, the Tail, the Whole Damn Episode              | Lo squalo assassino            | 3 marzo 2010      | 8 maggio 2010   |
| 16 | Mr. Yin Presents                                        | Sulla scia di Hitchcock        | 10 marzo 2010     | 8 maggio 2010   |

## Il furto della corona
- Titolo originale: Extradition: British Columbia
- Diretto da: Steve Franks
- Scritto da: Steve Franks

### Trama
1989: Henry sgrida il figlio per non aver consegnato il compito d'arte per l'esposizione dell'open day della sua scuola; il bambino cerca di discolparsi dicendo che in realtà glielo hanno rubato compiendo un crimine perfetto, il padre lo istruisce che non esiste il crimine perfetto e lo costringe a disegnare qualcosa da portare alla scuola.
2009: Shawn e Gus vanno in vacanza in Canada e mentre sciano si trovano davanti Despereaux, un noto ladro di opere d'arte. Nonostante al primo tentativo questi sfugga, Shawn non demorde e decide di collaborare con la polizia canadese nella caccia all'uomo, convincendo tutti a eseguire i suoi ordini. In seguito viene raggiunto da Lassiter e Jules: nonostante il dispiegamento di forze il ladro sfugge di nuovo e inoltre, per burlarsi di loro, rivela tutti i furti che intende fare nel giro di tre giorni.
Nonostante ciò, non riescono a prenderlo per ben due volte di seguito; inoltre, Gus si rende conto che la vacanza, per come è strutturata, doveva essere una settimana romantica per Shawn e Abigail, che tuttavia ha avuto un impegno imprevisto per cui Shawn ha ripiegato su Gus, cosa che lo fa restare male.
L'ultimo giorno Shawn fa un tentativo disperato e prova a rubare una corona da un'esposizione prima che la prenda Despereaux; viene arrestato e chiama il padre per liberarlo. Uscito scopre che il furto è stato compiuto comunque; comprendendo che è una cosa troppo impressionante perché si tratti solo di bravura, Shawn scopre l'incredibile verità: Despereaux non ha mai rubato nulla, è solo un truffatore cui si rivolgono i mercanti d'arte sull'orlo del lastrico, essi gli danno un'opera d'arte e ne inscenano il furto per poi dividere il risarcimento dell'assicurazione. Smascheratolo, Shawn fa arrestare finalmente l'inafferrabile Despereaux e sfrutta l'ultima parte della vacanza per chiarirsi con Jules, dicendole che, anche se sta con Abigail, non vuole tensioni tra di loro. I due concordano di rimanere amici.
- Altri interpreti: Liam James (Shawn da bambino), Sage Brocklebank (Buzz McNab), Cary Elwes (Pierre Despereaux), Peter Oldring (Robert Mackintosh), Ed Lauter (Ed Dykstra), Andrew McIlroy (Randolph Stockwell).
- Ascolti USA: telespettatori 3 980 000[1].
- Nota. I protagonisti durante l'episodio non agiscono nell'abituale Santa Barbara ma in Columbia Britannica, che è in realtà il luogo dove si svolgono le riprese. In questo episodio, durante uno scambio di battute è presente una critica a The Mentalist, accusato non troppo velatamente di plagio.

## Incidente aereo
- Titolo originale: He Dead
- Diretto da: Michael McMurray
- Scritto da: Saladin K. Patterson

### Trama
1989: Shawn si finge malato per non andare a una cena con dei vicini; il padre lo scopre e, quando chiede al figlio il perché del suo comportamento, Shawn risponde che i vicini sono vegani. Henry decide di appoggiare il figlio e fingersi malato anche lui.
2009: In un incidente aereo perde la vita Warren Crayton, noto multimiliardario; Shawn, il primo a trovare il suo aereo assieme a Gus, sente le ultime volontà: trovare il suo assassino. I due entrano dunque alle dipendenze dell'eccentrica vedova dell'uomo e s'insinuano nell'alta società.
Nel frattempo Abigail decide di conoscere il padre di Shawn contro la volontà di quest'ultimo e organizza una cena a tre per aiutarli a chiarire i loro problemi. La cena tuttavia si rivela un fiasco per la difficoltà di comunicazione di base tra i due.
Dopo aver sospettato della vedova, del figlio e della figlia allontanatasi dalla famiglia da diversi anni, Shawn scopre che il vero omicida è il marito di quest'ultima, il quale saputo che il miliardario aveva modificato il testamento perché lei avesse la maggioranza e che questa aveva rifiutato. L'uomo ha quindi deciso di ucciderlo prima che il suocero modificasse nuovamente il testamento.
Nel finale Henry e Shawn accantonano le divergenze per un attimo; il ragazzo ammette che la loro famiglia non è poi così disastrata se paragonata ai Crayton, Henry ammette per la prima volta di voler bene a Shawn, ma solo dopo che questi se n'è andato.
- Altri interpreti: Liam James (Shawn da bambino), Sage Brocklebank (Buzz McNab), Rachael Leigh Cook (Abigail Lytar), Christine Baranski (Alice Crayton), Billy Mitchell (Warren Clayton), Carmen Moore (Rosa), Ryan Kennedy (Garvin Clayton), Kevin McNulty (Char Wiswall), Holly Dignard (Nyna Phillips), Scott Holroyd (Charles Phillips).
- Ascolti USA: telespettatori 4 200 000[2]

## Omicidio nel lontano west
- Titolo originale: High Noon-ish
- Diretto da: Mel Damski
- Scritto da: Kell Cahoon

### Trama
1989: Henry cerca di farsi spiegare dal figlio il perché abbia scavato un'enorme buca in giardino; Shawn, per giustificarsi, gli parla di un gioco fatto con Gus sui cowboy come se fosse una cosa realmente successa, l'uomo tuttavia gli ordina di riempire nuovamente la buca.
2009: Lassiter porta Shawn e Gus a un villaggio turistico a tema Far West, Old Sonora, cui è particolarmente legato poiché vi ha passato gran parte dell'infanzia. Li convince ad aiutarlo a risolvere una serie di misteri avvenuti all'interno, compito che per lui è impossibile svolgere in quanto Old Sonora è fuori dalla sua giurisdizione.
I due dunque aiutano lo sceriffo Hank a indagare tuttavia una notte, dopo aver scoperto il cadavere di un miliardario che aveva cercato di comprare la terra, Hank viene misteriosamente travolto dai cavalli imbizzarriti; Shawn prende il suo posto dopo averlo nascosto a casa di Henry.
Inizialmente per la morte dell'uomo viene sospettato lo stesso Hank; più avanti si scopre che sotto Old Sonora si trova una miniera d'oro e il vero colpevole è Pitt Murray, cowboy che interpreta il cattivo nel villaggio: non voleva vendere la terra per poter prosciugare la miniera e dunque ha ucciso il miliardario cercando d'incolpare Hank.
Dopo l'arresto di Pitt, Hank, lieto della ricchezza acquisita, decide finalmente di andare in pensione e sposare la donna amata da anni.
- Altri interpreti: Liam James (Shawn da bambino), James Brolin (Sceriffo Hank Mendel), Jim Beaver (Pitt Murray), Lynda Boyd (Annie), Brent Sexton (sceriffo Becker), John Tench (Tripsy).
- Ascolti USA: telespettatori 3 870 000[3]

## Possessione indotta
- Titolo originale: The Devil is in the Details... and the Upstairs Bedroom
- Diretto da: John Badham
- Scritto da: Bill Callahan

### Trama
1989: Henry viene convocato da padre Westley, il catechista di Shawn perché preoccupato del suo estremo scetticismo; il bambino infatti non crede a ciò che dice la Bibbia perché si rifiuta di interpretarla e dà per assurdo tutto ciò che vi legge.
2009: Una ragazza muore dopo essersi gettata dalla cima di un palazzo; Shawn e Gus si recano alla chiesa su richiesta di quest'ultimo per rincontrare padre Westley, ritornato da poco; l'uomo ipotizza che la ragazza si sia gettata perché posseduta dal diavolo.
Shawn ritiene l'idea assurda ma Gus ci crede e inizia le indagini in quella direzione.
Dopo aver tentato l'esorcismo di Lucy, la migliore amica della ragazza morta in cui si presume si sia spostato il diavolo, apparentemente conclusosi in maniera positiva Shawn indaga per conto suo e scopre che la defunta era stata drogata; le colpe ricadono su Westley, che possiede i medicinali adatti per essere riciclati come droghe e avrebbe simulato la possessione delle due ragazze.
È grazie a Gus stavolta che Shawn capisce di essersi sbagliato, difatti è stata proprio Lucy a drogare l'amica perché il fidanzato la lasciasse di modo da poterci provare lei; non immaginava la ragazza sarebbe impazzita al punto da suicidarsi e, per sviare i sospetti, ha finto la possessione.
Dopo quindici anni Shawn si riappacifica con padre Westley e gli confessa, sebbene in maniera imbranata, i suoi peccati.
- Altri interpreti: Liam James (Shawn da bambino), Carlos McCullers II (Gus da bambino), Sage Brocklebank (Buzz McNab), Ray Wise (padre Westley), Alexandra Krosney (Lucy Ryan), Tim Conlon (padre Bard).
- Ascolti USA: telespettatori 4 080 000[4]

## Blocco mentale
- Titolo originale: Shawn Gets the Yips
- Diretto da: Tawnia McKiernan
- Scritto da: Kell Cahoon e Bill Callahan

### Trama
1989: Shawn e Henry giocano a baseball nel parco; il genitore pretende un ragionamento deduttivo dal figlio per prevedere la traiettoria mentre la palla è in gioco, il bambino sbaglia e rompe un vetro: da allora svilupperà lo Yips (Blocco mentale sportivo).
2009: Dopo una partita di Baseball amichevole tra la squadra della polizia e un gruppo di studenti Shawn confessa ai compagni il suo blocco mentale nel gioco e prende in considerazione l'idea di ascoltare uno specialista per guarire. Mentre parlano entra un uomo con la pistola intenzionato a uccidere Lassiter: l'uomo viene messo in fuga ma più tardi sparerà all'investigatore capo mentre questi è in macchina, distruggendo la vettura.
Da allora Lassiter viene posto sotto controllo mentre Shawn, Gus e Jules indagano sui suoi casi precedenti, scoprendo che il suo stalker è un potente signore della droga da lui arrestato anni fa: gli fu imputato soltanto il possesso illegale d'armi e ora è di nuovo a piede libero. A riprova di ciò anche McNab, che collaborò all'arresto, viene quasi ucciso da una bomba in casa sua.
Il "sensitivo" rintraccia la base dell'uomo, che viene apparentemente ucciso da Lassiter in uno scontro a fuoco. L'investigatore capo passa poi a far visita alle famiglie distrutte dal malvivente col suo traffico di droga e qui scopre il suo vero stalker; il padre di un ragazzo che morì per l'eroina datagli dal criminale che non ha mai perdonato Lassiter per averlo fatto arrestare solo per possesso d'armi. Fortunatamente in suo soccorso arrivano Shawn, Gus e Jules, che hanno compreso come l'uomo abbia simulato lo scontro a fuoco per far credere a Lassiter di aver ucciso il criminale, in realtà ucciso dall'uomo con un'overdose, per poi attirare Lassiter in trappola. Il temporeggiamento di Shawn salva la situazione.
In seguito il "sensitivo" entra davvero in cura per lo Yips.
- Altri interpreti: Liam James (Shawn da bambino), Sage Brocklebank (Buzz McNab), Stephen Lang (sig. Salamatchla), Craig March (Tim Beauchamp), Charles Siegel (dott. Erlich).
- Ascolti USA: telespettatori 4 030 000[5]

## Omicidio a Bollywood
- Titolo originale: Bollywood Homicide
- Diretto da: Jay Chandrasekhar
- Scritto da: Steve Franks e Anupam Nigam

### Trama
1989: Shawn fa un biglietto d'amore e il padre lo vede, nonostante il bambino non sia intenzionato a spedirlo il padre lo sprona a farlo e offre persino il suo aiuto, finché non scopre essere indirizzato alla sua maestra.
2009: Shawn porta Abigail a fare un giro per la stazione di polizia per fargli vedere dove lavora: la situazione diventa imbarazzante quando Abigail e Jules si incontrano di persona per la prima volta e la detective tenta goffamente di socializzare con la rivale. L'arrivo di Lassiter salva apparentemente la situazione: difatti l'ispettore capo è solo interessato a umiliare Shawn davanti alla sua ragazza assegnandogli un caso impossibile: Raj, un ragazzo indiano che crede di essere maledetto in quanto tutte le sue ragazze hanno avuto incidenti quasi mortali.
Shawn accetta il caso e cerca di convincere l'uomo che non esiste alcuna maledizione ma poi, mentre lui e Gus assistono allo spettacolo di Mira, la ragazza di Raj, lei cade per colpa di un pannello malfunzionante, convincendo il giovane che sia stata la maledizione. Il "sensitivo" crede a un sabotaggio e analizza la piattaforma rimanendo per un attimo solo con Jules che gli chiede cosa pensi delle maledizioni d'amore, con ovvio riferimento a loro due. Il momento è interrotto prima che lui possa rispondere, difatti scopre che la scenografia è stata sabotata e modificata e la colpa ricade su Jay, il fratello coreografo di Raj: passa però poco prima che Shawn dimostri l'innocenza dell'unico indiziato.
Rimasti privi di una pista i protagonisti decidono di provare il tutto per tutto e Jules si finge la ragazza di Raj per attirare l'attentatore allo scoperto: il piano provoca non poche gelosie da parte di Shawn, specie quando decidono di fingere una proposta di matrimonio. L'atto funziona e l'attentatore di Raj si rivela essere Sitaj, promessa sposa di Jay che innamoratasi di Raj ha deciso di impedirgli di trovare l'amore poiché lei non avrebbe potuto averlo; la donna prende in ostaggio e minaccia di uccidere Jules ma l'intervento di Shawn la salva.
Shawn e Gus vengono dunque invitati al matrimonio di Mira e Raj e Abigail si dice molto orgogliosa di come il ragazzo abbia rischiato la vita per una collega qualunque; Shawn, guardando Jules, replica che non è affatto una qualunque, lasciando così Abigail confusa.
- Altri interpreti: Liam James (Shawn da bambino), Sage Brocklebank (Buzz McNab), Rachael Leigh Cook (Abigail Lytar), Sendhil Ramamurthy (Rajesh "Raj" Singh), Azita Ghanizada (Mina), Madhur Jaffrey (Dadi), Lisa Ray (Sita), Jay Chandrasekhar (Jawaharlal "Jay" Singh).
- Ascolti USA: telespettatori 3 740 000[6]
- Curiosità: in questo episodio la sigla d'aperture I Know, You Know dei Friendly Indians (La band del creatore della serie Steve Franks) è cantata parzialmente in hindi.

## Addio gioventù
- Titolo originale: High Top Fade Out
- Diretto da: Steve Surjik
- Scritto da: Saladin K. Patterson e James Roday

### Trama
1989: Henry impedisce al figlio Shawn di comprare un computer definendolo una semplice moda passeggera.
2009: Leonard "Diddle" Callahan, ex compagno di Gus al college e membro del suo vecchio quartetto di canto a cappella, muore, ufficialmente investito; Gus e gli altri membri del gruppo, Tony e Joon, che non si vedono da anni e non vanno d'accordo, decidono di collaborare per scoprire le reali cause della sua morte ritenendolo un delitto e per indagare assumono Shawn.
Diddle prima di morire aveva infatti mandato agli amici un messaggio d'addio con un codice criptato che tuttavia risulta indecifrabile. Non passa molto prima che anche gli altri membri della band siano presi di mira, probabilmente dall'assassinio di Diddle; per proteggerli Shawn e Gus li portano a casa di Henry da cui scappano per seguire gli investigatori, i quali, seguendo una lista di magazzini lasciata da Diddle, scoprono un traffico di droga che si rivela essere un'indagine sotto copertura di cui il dipartimento non aveva loro parlato.
Shawn scopre come decriptare il codice di Diddle, la canzone Is So Hard To Say Goodbye; in tal modo finalmente emerge la verità: Chelsea, una collega dell'uomo, aveva scoperto assieme a lui una falla nel sistema del database della compagnia informatica in cui lavoravano; la donna l'aveva sfruttato per vendere informazioni sui moli in cui la polizia nascondeva la merce sequestrata agli spacciatori di droga ma Diddle, contrario a tutto ciò, doveva essere messo a tacere per sempre.
Shawn e Gus si dicono molto delusi dal fatto che la squadra li abbia tagliati fuori ma Gus a distanza di anni si riappacifica finalmente con i membri della sua band.
- Altri interpreti: Liam James (Shawn da bambino), Jaleel White (Tony), Kenan Thompson (Joon), Tony Todd (detective Moses Johnson), Kurt Fuller (Woody il coroner), Ecstasia Sanders (Chelsea Patterson), Demord Dann (Leonard Callahan).
- Ascolti USA: telespettatori 3 690 000[senza fonte]
- Nota. In questo episodio la sigla d'aperture I Know, You Know dei Friendly Indians (La band del creatore della serie Steve Franks) è cantata a cappella dai Boyz II Men. A causa delle numerose canzoni presenti nell'episodio inoltre, è possibile considerarlo come un mini-musical.

## Il lupo mannaro
- Titolo originale: Let's Get Hairy
- Diretto da: Andrew Bernstein
- Scritto da: James Roday e Todd Harthan

### Trama
1989: Durante una gita con gli scout, Shawn e Gus si avventurano da soli nel bosco e si spaventano sentendo strani rumori. Henry li trova più tardi e dice loro che non avrebbero dovuto allontanarsi e che non c'è niente da temere ma, quando i rumori sospetti riprendono, è il primo a scappare.
2009: Un uomo di nome Stewart Grumbley fa visita a Shawn e Gus in agenzia implorandoli di incatenarlo per tutta la notte, promettendo in cambio di pagarli il triplo: il motivo della richiesta è che crede di essere un licantropo e ha già ucciso un agnello senza ricordare i particolari. I due non lo prendono sul serio ma eseguono gli ordini, ma si addormentano e rimangono sbalorditi quando trovano la finestra rotta e un pelo di lupo nella stanza. La stessa sera due cacciatori vengono trovati sbranati da un animale.
Incuriositi, i due indagano sull'uomo che risulta scomparso; scoprono dalla sorella Willow che è stato in effetti davvero morso da un lupo e Jules facendo esaminare il pelo scopre che è veramente di lupo. Proseguendo con le indagini emerge che era in cura da uno psicologo di nome Tuker per curare la sua personalità multipla: Grumbley riappare nudo e si nasconde nell'agenzia, in quanto braccato dalla polizia che lo cerca per l'omicidio dei due. Quando scompare per la seconda volta Shawn comprende la sconcertante verità: il vero colpevole è Tuker, che si serve dell'ipnosi e dei sieri per fargli uccidere una paziente con cui aveva una relazione ma non voleva rivelarlo alla moglie; quella notte entro' nell'agenzia dopo aver saputo da Stewart dove era e averne approfittato dei due detective e il paziente addormentato, lo portò via e ruppe il vetro. I cacciatori uccisi per caso, con droghe e poi graffiati con la pelle di un lupo impagliato, servivano per creare una scia di vittime che facesse ricadere la colpa su Stewart.
Fortunatamente l'intervento di Shawn ferma i piani dell'uomo, Stewart viene trovano addormentano e mezzo nudo, ma sta bene e Gus riesce anche a ottenere un appuntamento con Willow.
- Altri interpreti: Liam James (Shawn da bambino), Carlos McCullers II (Gus da bambino), Joshua Malina (Stewart Grumbley), David Naughton (dott. Ken Tucker), Larisa Oleynik (Willow Grumbley), Thomas F. Wilson (Butch Zielinski), John Stewart (Red), Rob Carpenter (Neck), Deanna Donagan (Myrtle), Jessalyn Wanlim (Polexia Li).
- Ascolti USA: telespettatori 3 340 000[senza fonte]

## Uno sparo nel buio
- Titolo originale: Shawn Takes a Shot in the Dark
- Diretto da: Andy Berman
- Scritto da: Mel Damski

### Trama
1989: Henry rimprovera Shawn per non aver indovinato il numero di cappelli in una stanza; il bambino risponde che non contava la bandana come tale ma il padre non ammette repliche.
2009 (oggi): Jules, Lassiter e Gus s'incontrano in un magazzino dopo aver ricevuto un messaggio di Shawn da cui apprendono che è stato rapito e che gli hanno sparato.
1989: Henry chiude il figlio in un bagagliaio per insegnargli come uscirne sostenendo che un giorno gli sarà utile.
2009 (oggi): Shawn, seppur ferito alla spalla, riesce a mettere in pratica gli insegnamenti del padre e rompere un fanale per guardare all'esterno, mandando indizi a Gus sulla sua posizione. Henry prende parte alla ricerca e segue le tracce del figlio con Lassiter, mentre Gus e Jules cercano di ricostruire i passi di Shawn dalla giornata precedente.
2009 (ieri): Lassiter scarica a Psych un caso noioso su un camioncino dei gelati ribaltatosi; per orgoglio Shawn accetta di indagare e scopre che il furgone è stato manomesso, raggiunta l'officina dove venne fatta la manutenzione però non trova nulla di sospetto e Gus lo pianta in asso.
1989: Henry conduce il figlio nel bosco e gli insegna il modo migliore di sfuggire a un inseguitore.
2009 (oggi): Shawn si libera dal bagagliaio e riesce a fuggire nel bosco seminando l'inseguitore e raggiungendo una stazione di servizio dove viene tramortito da un complice del rapitore; Lassiter e Henry intanto trovano una scia di indizi lasciati da Shawn. Jules, insieme a Gus, visita intanto per la prima volta l'appartamento di Shawn, rimanendo ingelosita nel vedervi lo spazzolino di Abigail; scopre che il ragazzo aveva studiato il perimetro dell'officina visitata il giorno prima con Gus.
2009 (ieri): Shawn perlustra l'officina da solo di notte e viene sorpreso da un meccanico fasullo, intenzionato a manomettere un furgone blindato per farlo ribaltare e rapinarlo con un complice: il camion dei gelati era solo una prova. L'uomo, messo con le spalle al muro spara al "sensitivo" e lo rinchiude nel bagagliaio.
2009 (oggi): Shawn riesce a convincere i rapitori di fargli fare una telefonata d'addio alla sua ragazza prima che gli sparino; invece di chiamare Abigail chiama Jules dandole degli indizi in codice per localizzarlo (su ordine del rapitore le dice "ti amo" al telefono suscitando una forte emozione nella detective). La squadra riesce a essere sul posto prima che i rapitori uccidano Shawn e parte così uno spericolato inseguimento in autostrada dove Shawn, riuscito a liberarsi farà fuoco sul motore dell'auto del rapitore con la pistola di Lassiter permettendone l'arresto. Per la prima volta Lassiter si complimenterà con Shawn chiamandolo detective.
- Altri interpreti: Liam James (Shawn da bambino), Sage Brocklebank (Buzz McNab), Michael Rooker (Garth Lawnmore), John Hawkes (Rollins), Sarah Edmondson (Gina).
- Ascolti USA: telespettatori 3 680 000[7].

## La piastrina di riconoscimento
- Titolo originale: You Can't Handle This Episode
- Diretto da: Mel Damski
- Scritto da: Andy Berman

### Trama
1989: Henry sgrida Shawn perché passa troppo tempo davanti alla TV; per spronarlo a fare qualcosa della sua vita gli fa vedere uno spot di reclutamento dell'esercito. Il bambino commenta che gli piacerebbe un giorno fare il pubblicitario e mettere le cose in testa alla gente.
2009: Viene trovato il cadavere di un soldato apparentemente suicida che ha ingoiato la sua piastrina di riconoscimento; Jules chiama suo fratello Ewan per una consulenza sul caso ed egli, trovandosi in zona, si reca subito sul posto e si mostra subito molto disponibile, garantendo i pass per accedere alla base dove lavorava il soldato. Qui Shawn scopre che questi si era assentato dal rapporto il lunedì di quella settimana; i superiori di Ewan gli ordinano di impedire che Shawn scopra troppo e dunque l'uomo inizia a interferire con le indagini da dietro le quinte. Accortosene Shawn l'accusa di essere l'assassino, cosa che fa imbestialire Jules.
Come se non bastasse Shawn ha un litigio anche con Abigail, quando quest'ultima gli comunica d'aver deciso di andare in Uganda per un progetto umanitario della durata di almeno sei mesi.
I sospetti del "sensitivo" sembrano essere fondati quando viene alla luce che il soldato suicida in realtà è stato ucciso da un gruppo di commilitoni: la vittima li aveva scoperti a trafficare armi il lunedì in cui aveva sostituito un suo amico al reparto armi per permettergli di uscire con la sua ragazza. Il sergente dietro a questi traffici riesce a scappare e mentre i soldati della base si apprestano a rintracciarlo Ewan sparisce. Shawn si rende conto che ha ricevuto l'ordine dai suoi superiori di uccidere il sergente ma Gus e Shawn, aiutati anche da Jules e Lassiter, riescono a impedire questo suo intento arrestando entrambi.
Con sommo dispiacere Jules consegna il suo fratello maggiore ed eroe d'infanzia alla legge ma all'ultimo scopre che i suoi superiori gli hanno evitato la prigione.
All'aeroporto Shawn saluta Abigail prima che questa parta per l'Uganda promettendole di aspettarla.
- Altri interpreti: Liam James (Shawn da bambino), Sage Brocklebank (Buzz McNab), Rachael Leigh Cook (Abigail Lytar), John Cena (Ewan O'Hara), Robert Patrick (generale maggiore Felts), Sean Rogerson (tenente Wallach), Troy Everett (soldato Tuke), Jordan Becker (soldato Holbrook), Daniel Bacon (caporale Lejesk).
- Ascolti USA: telespettatori 4 370 000[8].
- Nota. In questo episodio Shawn fa riferimento al fatto di trovarsi in una serie TV.

## Che fine ha fatto Stu?
- Titolo originale: Thrill Seekers and Hell Raisers
- Diretto da: Mel Damski
- Scritto da: Saladin K. Patterson e Kell Cahoon

### Trama
1989: Henry rimprovera Shawn e Gus perché hanno tentato di saltare dal tetto col paracadute; Shawn, arrabbiato, protesta che quando non vivrà più in casa sua potrà rischiare la vita tutte le volte che vuole e l'uomo acconsente.
2009: Gus porta Shawn a comprare un coniglio e approfitta del suo relax per dirgli che ha una ragazza segreta di nome Ruby e non vuole che l'amico rovini tutto come suo solito; il ragazzo tuttavia insiste per conoscerla e s'infiltra assieme all'amico a una gita con gli amici di lei. Scoprono così che essi sono amanti degli sport estremi e, durante una gita sulle rapide uno di loro, Stu, scompare, probabilmente caduto nel fiume.
Pochi giorni dopo viene rinvenuto il cadavere di Samson, socio in affari di Stu e Shawn scopre che Ruby era d'accordo con Stu per organizzare la sua scomparsa: l'uomo voleva infatti prendersi un periodo di riflessione. Nonostante egli finisca in cima alla lista dei sospetti viene poco dopo trovato ucciso in una roulotte nella foresta e il vero colpevole si scopre essere Derek, altro amico di Ruby che dopo aver provato gli sport estremi e la caccia ha capito che ciò che davvero lo stimolava era l'omicidio. L'uomo tenta anche di uccidere Ruby ma viene tempestivamente fermato da Gus e arrestato.
- Altri interpreti: Liam James (Shawn da bambino), Carlos McCullers II (Gus da bambino), Sarah Shahi (Ruby), Stacy Keibler (Jessica Martino), Steve Howey (Derek), Bradley Stryker (Stu Crawford), Pablo Silveira (Charles Lucas), Matt David Johnson (Brian Sampson), Kurt Fuller (Woody il coroner).
- Ascolti USA: telespettatori 2 860 000[9].

## Programma di protezione
- Titolo originale: A Very Juliet Episode
- Diretto da: Steve Franks
- Scritto da: Steve Franks e Tim Meltreger

### Trama
2003: L'allora collegiale Jules si separa dal suo ragazzo Scott dopo aver passato l'estate con lui in California perché restia a trasferirsi prima del diploma. I due decidono di incontrarsi di nuovo nello stesso posto dopo sette anni e vedere cosa il destino ha in serbo per loro.
2009: Jules si presenta all'appuntamento come promesso ma di Scott non c'è traccia, cosa che l'intristisce parecchio; non volendosi dare per vinta decide di cercarlo e per questo chiede aiuto a Gus (pregandolo di non informare Shawn per paura della sua reazione) tuttavia il "sensitivo" si intromette comunque e scopre che Scott è morto, probabilmente ucciso, ignaro di ciò che significhi per la ragazza glielo comunica finendo per ridurla in lacrime.
Mortificato Shawn decide di trovare almeno il colpevole dell'omicidio, ma indagando fa la più incredibile delle scoperte: Scott è vivo e sotto protezione in quanto testimone chiave di un omicidio, il ragazzo tuttavia ricongiuntosi con Jules decide di rinunciare al programma protezione testimoni, finendo però per essere esposto a una possibile vendetta da parte di J.T. Waring, l'uomo che fece finire in prigione. Shawn seppur geloso di Scott decide di andare a parlare con Waring per convincerlo a non vendicarsi, finisce però per simpatizzare con l'uomo e accettare di provare la sua innocenza.
Shawn scoprirà infatti che il vero assassino quella notte fu Wayne, che sparò alla cieca sul suo compagno e incolpò Waring grazie alla casuale testimonianza errata di Scott che sorprese l'uomo sbagliato sulla scena del crimine. Essendosi reso colpevole di una serie di gaffe nessuno crede a Shawn, che dunque si troverà da solo contro l'agente federale e lo neutralizzerà per pura fortuna.
Scott parte nuovamente per recuperare gli anni persi, promettendo a Jules che tra un anno si rivedranno nello stesso luogo alla stessa ora.
- Altri interpreti: Sage Brocklebank (Buzz McNab), Josh Braaten (Scott Seaver), Arnold Vosloo (J.T. Waring), Craig Sheffer (Daniel Wayne).
- Ascolti USA: telespettatori 3 570 000[10].

## Pericolo epidemia
- Titolo originale: Death Is in the Air
- Diretto da: Stephen Surjik
- Scritto da: Bill Callahan e Anupam Nigam

### Trama
1989: Henry lava Shawn nel giardino per disinfettarlo dai pidocchi, cogliendo l'occasione per spiegargli cos'è un'epidemia e come si trasmettono anche tramite gli oggetti, il bambino allora ammette di aver usato il pettine del padre quella mattina.
2009: Un uomo di nome Donny si presenta alla Psych implorando aiuto, l'imbranato trasportatore di reparti medici difatti la sera prima a seguito di una sbronza ha perso un importante carico virale da lui trasportato. Mentre loro parlano una ragazza entra in un supermercato e poco dopo cade a terra morente con violente epistassi dagli occhi. Shawn e Gus scoprono che la donna (Ginger) era una prostituta d'alto bordo assunta per far ubriacare Donny e rubargli il frigorifero contenente le tre fiale del virus, sfortunatamente non aveva resistito alla curiosità di aprirlo prima della consegna. Subito scoppia l'allarme epidemia per tutta Santa Barbara.
L'uomo che ha assunto Ginger era uno scienziato che lavorava sul virus i cui fondi erano stati tagliati poiché non si vedeva un reale rischio d'epidemia, sicché aveva deciso di provocarne una per riottenere i fondi, sfortunatamente anche lui contrae l'agente batterico e dopo essere scappato a Psych e alla polizia ritorna all'ospedale per iniettarsi l'ultima dose di antivirale, che con un trucco Shawn gli dà in cambio della consegna dei campioni virali; la consegna ha buon fine ma durante lo scambio Jules viene infettata e l'uomo muore dopo essersi iniettato la cura che comunque non basta a sedare il virus.
Shawn e Lassiter si lanciano subito alla casa fuori città dello scienziato dove riescono a recuperare altre dosi dell'antidoto e a riportarle in tempo, fortunatamente il dottor Reidman, responsabile della quarantena, scopre che il sistema immunitario di Jules le ha impedito di contrarre l'infezione. Shawn, dopo aver imparato da quest'esperienza che non sempre si ha il tempo che si pensa di avere decide di dichiararsi a Jules, ma viene interrotto da Lassiter che entra nella stanza esuberante per la guarigione della collega.
Il giorno seguente Reidman si presenta alla Psych chiedendo a Shawn un campione del suo "DNA sensitivo".
- Altri interpreti: Liam James (Shawn da bambino), Sage Brocklebank (Buzz McNab), Ernie Grunwald (Donny Leberman), Judd Nelson (dott. Steven Reidman), Cullen Douglas (dott. Tony Mallon), Stephanie Nudd (Jennifer Cotsitas), Dru Williams (Barista), Rhys Finnick (impiegato), Chasty Balleseros (Melissa), Dmitry Chepovetsky (James), Suzanne Ristic (donna delle pulizie).
- Ascolti USA: telespettatori 2 940 000[11].
- Nota. Judd Nelson, che fa da guest star nell'episodio, è anche uno degli alias più ricorrenti di Shawn, si presentò anche alla sua rimpatriata scolastica con un tesserino con la foto dell'attore.

## La commissione di esperti
- Titolo originale: Think Tank
- Diretto da: Stephen Surjik
- Scritto da: Steve Franks e Andy Berman

### Trama
1989: Henry sgrida Shawn per aver iniziato a scrivere una relazione scolastica su La tela di Carlotta senza aver letto il libro, il bambino afferma di aver dedotto il finale dopo il primo capitolo.
2009: Shawn e Gus vengono reclutati da un uomo di nome Walter Snowden all'interno di una commissione di esperti: Fred Collins Boyle ex agente dei servizi segreti, Svetlana Progoniwitch sicario freelance del KGB e Alan Zenuk esperto di statistica, al fine di proteggere il magnate Ashton Bonaventure da un possibile tentativo di omicidio. Gus suggerisce all'amico di lasciar perdere in quanto non può usare i suoi trucchi contro dei veri esperti
Shaw va a vantarsi da Lassiter del lavoro ottenuto, ma il detective che aveva fatto domanda per la scorta di Bonaventure non conosce nessun Snowden e che la società per cui lavora è falsa. Shaw capisce che è tutto un imbroglio tornando al posto della prima riunione con la polizia trova tutto abbandonato e capisce che Bonaventure che vedevano in diretta erano spezzoni video e Snowden, li ha usati per aver un piano per uccidere il miliardario.
Shawn riesce a raggiungere Bonaventure e salvargli la vita dal primo attentato, di modo da convincere l'uomo a nominarlo responsabile della sua sicurezza personale, dunque Shawn ricostituisce la squadra e riesce con il loro aiuto e quello di Jules, Lassiter e le forze di polizia della Vick ad arrestare Snowden; tuttavia l'uomo aveva un complice: Boyle, che tenterà di uccidere Bonaventure nella sua limousine venendo tempestivamente fermato da Shawn.
La Vick propone a Henry di diventare una sorta di rappresentante esterno alla polizia per fare da tramite tra loro e Psych e tenere Shawn più sotto controllo, ma l'uomo rifiuta.
- Altri interpreti: Liam James (Shawn da bambino), Sage Brocklebank (Buzz McNab), Chris Sarandon (Ashton Bonaventure), Miguel Ferrer (Fred Collins Boyd), Sandra Hess (Svetlana Progoyovic), Alex Zahara (Alan Zenuk), Bruce Davison (Walter Snowden).
- Ascolti USA: telespettatori 3 570 000[12].

## Lo squalo assassino
- Titolo originale: The Head, the Tail, the Whole Damn Episode
- Diretto da: Matt Shakman
- Scritto da: Steve Franks e Tim Meltreger

### Trama
1993: Henry tenta di rassicurare Shawn sul pericolo che uno squalo lo aggredisca mentre nuota ma finisce solo per terrorizzarlo maggiormente.
2009: Vengono rinvenuti i resti di un bagnante dilaniato da uno squalo, ma Lassiter notando tra i morsi anche il segno di un'arma da taglio, desideroso di battere sul tempo Shawn annuncia ai giornali che in realtà si è trattato di un omicidio; finendo così per venire bollato come "detective imbranato" da tutti i giornali.
Nonostante ciò Shawn e Gus appoggiano la sua teoria e lo aiutano nelle indagini seppur ostacolati dalle centinaia di pescatori desiderosi di intascare la taglia messa dal comune sull'animale. Tra tutti a catturare lo squalo è Henry Spencer.
L'animale tuttavia viene rubato dal magazzino in cui l'uomo l'aveva riposto ed eviscerato, cosa che conferma la teoria ci fosse qualcosa nel suo ventre collegato all'omicidio; la dottoressa Kim Phoenix (nuova fiamma di Henry) spiegherà però che lo squalo che cercano non è quello pescato, ma uno squalo tigre grande più di cinque metri. Lassiter stanco di essere deriso lascia il caso non appena si scopre che la vittima era un miliardario e noto attivista marino; quindi Shawn e Gus persistono nella loro teoria e scoprono che l'assassino è un pescatore di nome Turner, il quale voleva mettere a tacere l'attivista che stava per rivelare le sue violazioni alla legge di pesca; Turner dopo aver accoltellato l'uomo l'aveva dato in pasto allo squalo, ma durante la procedura questi gli aveva morso la mano ingoiando il suo coltello, unica prova che potesse inchiodarlo.
Compiuto 'arresto di Turner, Shawn e Gus sbattono in faccia a Lassiter il giornale con la prima pagina che sarebbe stata sua se non avesse lasciato l'indagine.
- Altri interpreti: Liam James (Shawn da bambino), Sage Brocklebank (Buzz McNab), Jeri Ryan (dott. Kim Phoenix), Michael Hogan (William Tanner), Kurt Fuller (Woody il coroner).
- Ascolti USA: telespettatori 2 870 000[13].

## Sulla scia di Hitchcock
- Titolo originale: Mr. Yin Presents
- Diretto da: James Roday
- Scritto da: Andy Berman e James Roday

### Trama
1989: Shawn si fa accompagnare dal padre al cinema per vedere La sirenetta ma non appena Henry si allontana il bambino va a vedere la rassegna del cinema di Hitchcock.
2009: Dopo aver visto Psyco Shawn e Gus si imbattono in Mary Lightly, l'uomo li invita a mangiare in un bar e lì consegna loro una copia del libro di Mr. Yang, inoltre propone loro la sua idea che la donna avesse un complice durante le sue operazioni, ma i due raccapricciati non gli credono. Il giorno seguente vengono chiamati entrambi sulla scena di un crimine e scoprono la vittima essere la cameriera che li ha serviti il giorno precedente al bar, stesso modus operandi con cui era partita la prima sfida di Yang, questo e il modo in cui il corpo è stato disposto assieme a dei sassi per formare un Tao lascia intendere che il killer avesse davvero un complice.
Tornati al bar della sera prima assieme a Jules, Lassiter, la Vick e Lightly scoprono il primo indizio di Mr. Yin, il socio di Yang li spinge a trovare le soluzioni agli indovinelli nei film di Hitchcock. Shawn tuttavia è agghiacciato all'idea di riprendere un gioco simile a quello fatto con Yang, e va a trovare dunque la sua mortale nemica in prigione per interrogarla, essa tuttavia dichiara di non essere più il gran burattinaio e che ora deve vedersela con Yin. Prima che vadano inoltre li ammonisce di non giudicare un libro dalla copertina.
Seguendo il primo indizio la squadra arriva a un parco e intravede Yin mentre prende un autobus. Shawn si insospettisce nei confronti di Lightly, che ha da sempre mostrato quasi venerazione per Yang, e indagando in casa dello psicologo scopre l'indirizzo di un magazzino; lui, Gus, Lassiter e Jules si appostano per coglierlo sul fatto nel luogo dove pensano abbia attirato la nuova vittima. Tuttavia la verità è un'altra e Lightly per primo è stato ingannato, il foglio infatti non era scritto da lui, ma indirizzato a lui, che viene preso in trappola e accoltellato da Yin. Lo psicologo muore tra le braccia di Shawn.
Il criminale fugge di nuovo dalla scena del crimine e il giorno seguente lascia al dipartimento un nuovo ordine: Lassiter, Jules, Shawn, Gus e Henry dovranno infatti recarsi in un vecchio teatro e impersonare cinque personaggi di quattro film di Hitchcock (Gli uccelli, La donna che visse due volte, La finestra sul cortile e Marnie) mentre cercano indizi però Jules cade in trappola e viene catturata da Yin. Contemporaneamente Shawn ricorda che anche Abigail in quella stessa giornata doveva tornare dall'Uganda.
Il "sensitivo" tuttavia, in apprensione per Jules resta alla centrale aspettando la telefonata di Yin e manda McNab a prendere Abigail, tuttavia l'agente viene messo fuori combattimento dal criminale, il quale rapisce la ragazza. Solo allora Yin chiama Shawn per dirgli che comprende il suo dilemma di non riuscire a scegliere tra la femme fatale (Jules) e la ragazza della porta accanto (Abigail) e dunque gli dice che lo aiuterà a decidere difatti potrà salvare una sola delle due ragazze rapite. Yin da l'indizio per trovare Jules, ma Shawn ricordandosi delle parole di Yang scopre dentro il suo libro l'indizio per localizzare Abigail.

La foto di Shawn e Mr. Yang.

Henry per partecipare alle indagini accetta il lavoro precedentemente offertogli dalla Vick e si lancia con il figlio al salvataggio di Abigail, la cooperazione tra i due permette la liberazione della ragazza, mentre Gus e Lassiter riescono a salvare Jules all'ultimo momento; Yin tuttavia riesce a fuggire.
Abigail non potendo sopportare i continui pericoli della vita di Shawn decide di concludere la loro relazione, il "sensitivo" dopo un appassionato ultimo bacio alla donna da lungo amata la lascia andare. Intanto Jules, liberata, scoppia in lacrime tra le braccia di Lassiter.
Nella scena finale si vede Mr. Yin a casa sua mentre osserva una fotografia, con la voce di Yang in sottofondo che dice a Shawn di averlo aspettato a lungo: quando la telecamera inquadra la foto si scopre raffigurare Shawn da bambino in compagnia di una giovanissima Yang.
- Altri interpreti: Liam James (Shawn da bambino), Ally Sheedy (Mr. Yang), Rachael Leigh Cook (Abigail Lytar), Jimmi Simpson (Mary Lightly), Sage Brocklebank (Buzz McNab), Christopher Turner (Mr. Yin), Beverley Turner (cameriera).
- Ascolti USA: telespettatori 2 950 000[14].
- Nota. In questo episodio per la prima volta dall'inizio della serie il criminale di turno non viene arrestato nel finale, inoltre è il secondo episodio in cui compare Mr. Yang, a sottolineare l'importanza del personaggio.